# Élections du Conseil fédéral suisse de 2003
Les élections du Conseil fédéral de 2003 sont un événement politique suisse qui a lieu le mercredi 10 décembre 2003 à Berne.
Après les élections fédérales en octobre de la même année, l'Assemblée fédérale nouvellement élue est appelée à renouveler intégralement le Conseil fédéral, le gouvernement fédéral suisse, comme le prévoit la Constitution fédérale.
Tous les conseillers fédéraux qui se représentent sont réélus, à l'exception de la démocrate-chrétienne Ruth Metzler, remplacée par l'UDC Christoph Blocher. Il s'agit de la première rupture de la formule magique depuis 1959. Seul Kaspar Villiger ne se représente pas pour un nouveau mandat ; il est remplacé par Hans-Rudolf Merz.

## Élections

### Candidats
Tous les conseillers fédéraux se représentent à leur réélection, à l'exception de Kaspar Villiger, élu depuis 1989, qui ne brigue pas un nouveau mandat. 
| Nom                 | Canton d'origine | Parti | Parti | Élu(e) le         |
| ------------------- | ---------------- | ----- | ----- | ----------------- |
| Moritz Leuenberger  | Zurich           |       | PSS   | 27 septembre 1995 |
| Pascal Couchepin    | Valais           |       | PRD   | 10 mars 1998      |
| Samuel Schmid       | Berne            |       | UDC   | 6 décembre 2000   |
| Micheline Calmy-Rey | Genève           |       | PSS   | 4 décembre 2002   |
| Joseph Deiss        | Fribourg         |       | PDC   | 11 mars 1999      |
| Ruth Metzler        | Argovie          |       | PDC   | 11 mars 1999      |

### Personnes élues
La PDC Ruth Metzler n'est pas réélue par l'Assemblée fédérale, qui le remplace par l'UDC Christoph Blocher. C'est la première fois que la formule magique est rompue depuis 1959, ce qui est mal accueilli par les partis de gauche (PS et Verts).
Hans-Rudolf Merz est élu en remplacement de Kaspar Villiger.
| Nom                 | Canton d'origine             | Parti | Parti | Tour d'élection | Voix | Succède à       |
| ------------------- | ---------------------------- | ----- | ----- | --------------- | ---- | --------------- |
| Moritz Leuenberger  | Zurich                       |       | PSS   | 1er             | 211  |                 |
| Pascal Couchepin    | Valais                       |       | PRD   | 1er             | 178  |                 |
| Samuel Schmid       | Berne                        |       | UDC   | 1er             | 167  |                 |
| Micheline Calmy-Rey | Genève                       |       | PSS   | 1er             | 206  |                 |
| Joseph Deiss        | Fribourg                     |       | PDC   | 1er             | 138  |                 |
| Christoph Blocher   | Zurich                       |       | UDC   | 3e              | 121  | Ruth Metzler    |
| Hans-Rudolf Merz    | Appenzell Rhodes-Extérieures |       | PRD   | 2e              | 127  | Kaspar Villiger |